# Mussolet dels iungues
El mussolet dels iungues (Glaucidium bolivianum) és una espècie d'ocell de la família dels estrígids (Strigidae). Habita la selva humida dels Andes, al sud-oest del Perú, oest de Bolívia i nord-oest de l'Argentina. El seu estat de conservació es considera de risc mínim.